# Königlich Preußische Eisenbahn-Verwaltung

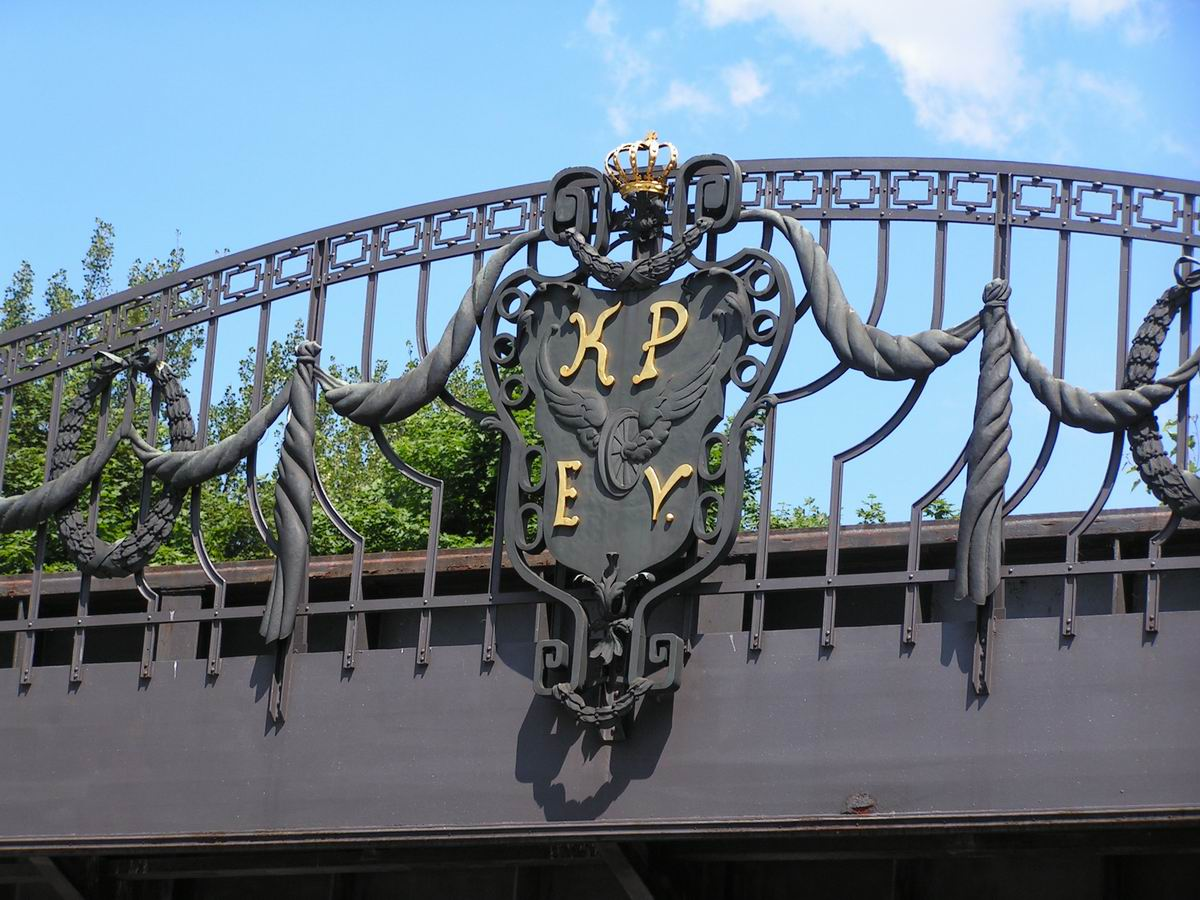
Emblème du KPEV à l'entrée du S-Bahn à Berlin Mexicoplatz

L'expression Königlich Preußische Eisenbahn-Verwaltung (administration royale des chemins de fer prussiens) connue surtout par son abréviation KPEV est utilisée régulièrement mais abusivement pour désigner les chemins de fer de Prusse. Cette abréviation est cependant portée sur les blasons de son matériel roulant. Les termes exacts sont :
- Königlich Preußische Staatseisenbahnen, Chemins de fer d'État de la Prusse dans un premier temps,
- Preußisch – Hessische Staatseisenbahnen, chemins de fer d'État de Prusse et de Hesse à partir de 1896,
- Preußische Staatsbahn, réseau ferroviaire d'État de Prusse, après la Première Guerre mondiale.